# Adé Liz
Adé Liz là một ca sĩ người Bờ Biển Ngà, có trụ sở tại Pháp. Sinh ra ở miền tây Bờ Biển Ngà với mẹ là ca sĩ truyền thống, cô chuyển đến Paris năm 1982, nơi cô đã giành giải César cho bài hát Ivorian hay nhất năm 1987 với Kéhi. Năm 1990, Nhà báo Jeunes Blacks à Paris "JJBP" đã trao cho cô giải thưởng Prix de la Révélation. Năm 1991, phát hành album Deka đã tạo được tên tuổi trong cộng đồng người Afro-Caribbean ở Panama.
Năm 2008, cô phát hành một album tổng hợp các bản hit hay nhất của mình và một bài hát mới mang tên Nahi. Năm sau, cô nhận được giải thưởng dành cho nghệ sĩ Ivorian xuất sắc nhất ở Pháp.

## Cuộc sống sớm và gia cảnh
Liz được sinh ra ở Zagné trong tỉnh Guiglo ở phía tây Bờ Biển Ngà. Cô lớn lên trong một gia đình âm nhạc mạnh mẽ, với mẹ là một ca sĩ truyền thống. Cô đã phát triển tài năng ca hát của mình dưới sự chỉ huy của dàn hợp xướng Pedro Wognin.

## Sự nghiệp
Liz rời Bờ Biển Ngà năm 1982 và định cư tại Paris, nơi cô gặp ca sĩ Rose Bâ và làm quen với nhiều nhạc sĩ châu Phi. Ba năm sau, cô phát hành album đầu tay, Mlen Gniniè, được Sammy Massamba sắp xếp. Năm 1987, với Kéhi, cô đã giành giải César cho bài hát Ivorian hay nhất.
Liz bắt đầu chuyến lưu diễn ở Hoa Kỳ, Đức, Bỉ, Ý và Burkina Faso. Năm 1990, Tòa soạn Jeunes Blacks à Paris "JJBP" đã trao cho cô giải thưởng Prix de la Révélation. Năm đó cô biểu diễn tại lễ kỷ niệm 13 năm của Viva La Musica tại nhà hát Bataclan ở Paris.
Năm 1991, Deka tạo được tên tuổi trong cộng đồng người Afro-Caribbean ở Panama. Năm đó, người châu Phi mới tuyên bố rằng cô là "một trong những nghệ sĩ giải trí châu Phi mới đang phá vỡ huyền thoại xung quanh các nhạc sĩ như Aicha Kone và Rene Pelaige. Cô ấy là một ngôi sao đang lên và xứng đáng được đề cập ".
Cô đã phát hành bài hát Amour vào năm 2006, được sắp xếp bởi Joss Inno. Năm 2008, cô phát hành một album tổng hợp các bản hit hay nhất của mình và một bài hát mới mang tên Nahi. Năm 2009, Liz đã giành giải thưởng dành cho nghệ sĩ Ivorian xuất sắc nhất nước Pháp.

## Danh sách đĩa hát
- Mlen gniniè (1985)
- Kéhi (1987)
- Déka (1991)
- Doubla (1998)
- À toi (2006)
- Best of (2008)
- Ahé déhé (2005)